# Carmen Barea
María del Carmen Barea Cobos (ur. 5 października 1966 w Maladze) – hiszpańska hokeistka na trawie, złota medalistka olimpijska z Barcelony oraz srebrna medalistka mistrzostw Europy w 1995.
Brała udział także w Letnich Igrzyskach Olimpijskich w 1996 w Atlancie i Letnich Igrzyskach Olimpijskich w 2000 w Sydney.